# 9686 Keesom
9686 Keesom è un asteroide della fascia principale. Scoperto nel 1960, presenta un'orbita caratterizzata da un semiasse maggiore pari a 2,2786834 UA e da un'eccentricità di 0,1145082, inclinata di 2,32763° rispetto all'eclittica.